# Pälsmössa m/1909
Pälsmössa m/1909 var en pälsmössa som användes inom försvarsmakten.

## Utseende
Denna pälsmössa är tillverkad i vit päls och är försedd med grått foder. På baksiden finns en rem som reglerar mössans storlek. På pälsmössan anbringas för officerare och underofficerare ursprungligen mössmärke m/1914 men bytes senare mot mössmärke m/1940 och mössmärke m/1946.

## Användning
Denna pälsmössa användes av hela armén till enhetsuniformerna m/1910, m/1923 och m/1939.